# Gornje Selo (Prizren)
Pour les articles homonymes, voir Gornje Selo.
Gornjasellë en albanais et Gornje Selo en serbe latin (en serbe cyrillique : Горње Село) est un village du Kosovo situé dans la commune/municipalité de Prizren et dans le district de Prizren. Selon le recensement kosovar de 2011, elle compte 292 habitants.
Le village est également connu sous plusieurs autres noms albanais, dont ceux de Gornja Sell et Sirvuc.

## Histoire
L'église Saint-Georges, qui remonte au XVIe siècle, est inscrite sur la liste des monuments culturels d'importance exceptionnelle en Serbie et sur celle des monuments culturels du Kosovo.

## Démographie

### Évolution historique de la population dans la localité
| 1948 | 1953 | 1961 | 1971 | 1981 | 1991 | 2011 |
| ---- | ---- | ---- | ---- | ---- | ---- | ---- |
| 706  | 746  | 652  | 448  | 364  | 361  | 292  |

|  |

### Répartition de la population par nationalités (2011)
En 2011, les Bosniaques représentaient 91,78 % de la population.

## Personnalité
Le poète serbe Lazar Vučković (1937-1966) est né dans le village.